# ホゴカン 熱血保護司・村雨晃司の事件簿
『ホゴカン 熱血保護司・村雨晃司の事件簿』（ホゴカン ねっけつほごし・むらさめこうじのじけんぼ）は2013年8月31日に、テレビ朝日系の「土曜ワイド劇場」で放送された作品のひとつ。サブタイトルは「23年後に動き出した殺人連鎖!赤く染まった花嫁衣裳!?闇に消えた男の謎…」。主演は寺脇康文。
ある事件で社寺彫刻職人の人生を断念し保護司に転じた男の、非行少年と自身の再生に奮闘する姿を描く。

## 登場人物

### 主要人物
村雨 晃司（むらさめ こうじ）
演 - 寺脇康文
当作品の主人公、腕のいい社寺彫刻職人家。妻の病死後も、娘の子育てを放り投げて彫刻に没頭してきた職人気質。ある日の夜、自分の工房の職人見習いの青年・吉岡が、工房に強盗に入った昔の不良仲間に刺殺されてしまう。その場に居合わせた村雨も、止めに入った過程で、右腕を負傷。後遺症で鑿が思うように使えなくなったことから、彫刻から身を引くことを決意する。次の人生を考えている最中、高校時代の恩師であり保護司でもある安西に勧められ、保護司に転ずる。
安西 正治（あんざい まさはる）
演 - 里見浩太朗
晃司の高校時代の恩師であり、ベテランの保護司。高齢で引退を考えており、自分を慕っていた吉岡の死に深いショックを受けていた村雨に、自分の後を継いで保護司をやってみないかと勧める。
小山内 恵美（おさない えみ）
演 - 田畑智子
京都中央保護観察所保護観察官。元キャリア組の刑事。
駒田総一郎（こまだ そういちろう)
演 - 佐野史郎
京都府警捜査一課刑事。役職は警部補。晃司の高校時代の先輩。晃司からは、高校時代のあだ名「しまらっきょう」とからかわれる。
村雨 健司（むらさめ けんじ）
演 - 小松和重
晃司の弟。兄の工房を事務方として支えている。
村雨 しのぶ（むらさめ しのぶ）
演 - 加藤貴子
健司の妻。
村雨 光（むらさめ ひかる）
演 - 清水くるみ
晃司の娘。
神谷 透　　　
演 - 遠藤雄弥
立川 晴香
演 - 星野真里
金森 進吾
演 - 菅原大吉
原 光太郎
演 - 菅田俊
立川 忠
演 - 竜雷太
吉岡 武（よしおか たけし）
演 - 戸谷公人
少年院を出て晃司の工房で見習いとして職人の道を歩んでいた青年。ある日の夜、晃司の工房に強盗に入った、昔の仲間の喜多川に強盗の手助けを誘われるが固辞し、止めに入ってもみ合ううちに刺されて死亡してしまう。

## スタッフ
- 監督 - 山下智彦
- 脚本 - 井上直哉
- 音楽 - かみむら周平
- プロダクション協力 - 東映太秦映画村
- プロデューサー - 井圡隆（テレビ朝日）、田中芳之（テレビ朝日）、 船津浩一（テレビ朝日）、和佐野健一（東映）
- 制作 - テレビ朝日、東映